# St. Peter und Paul (Andisleben)

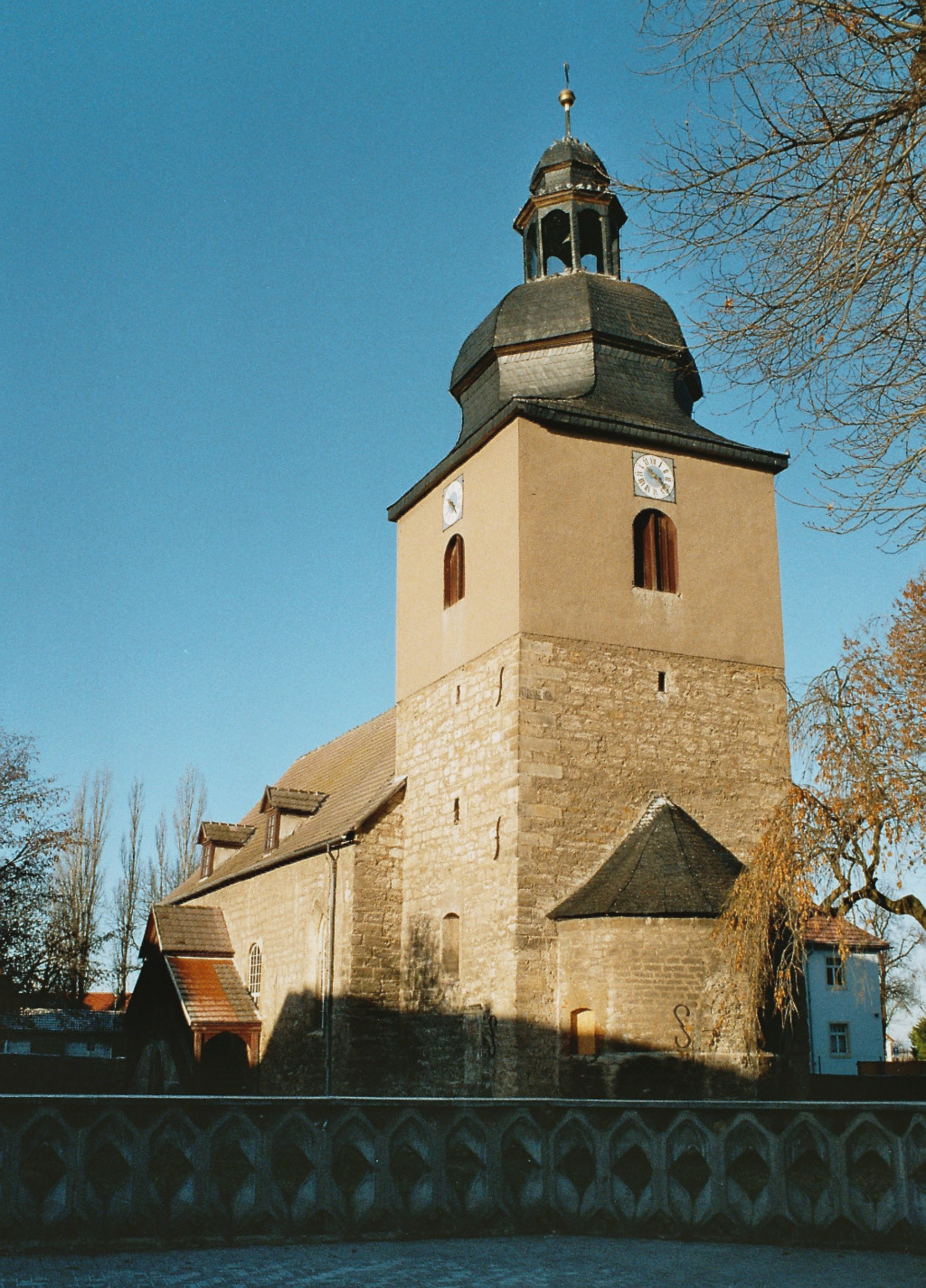
Pfarrkirche St. Peter und Paul

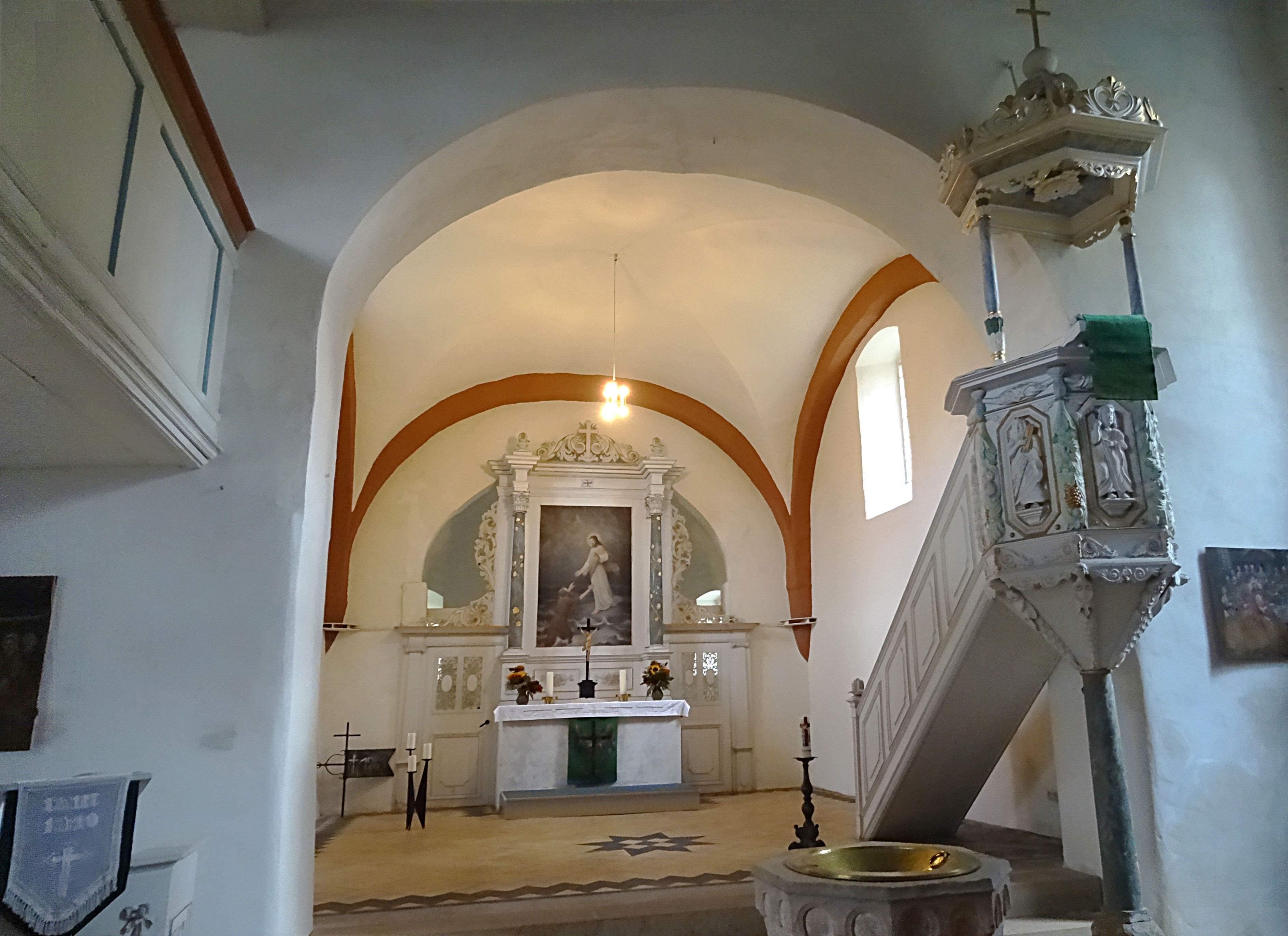
Innenansicht

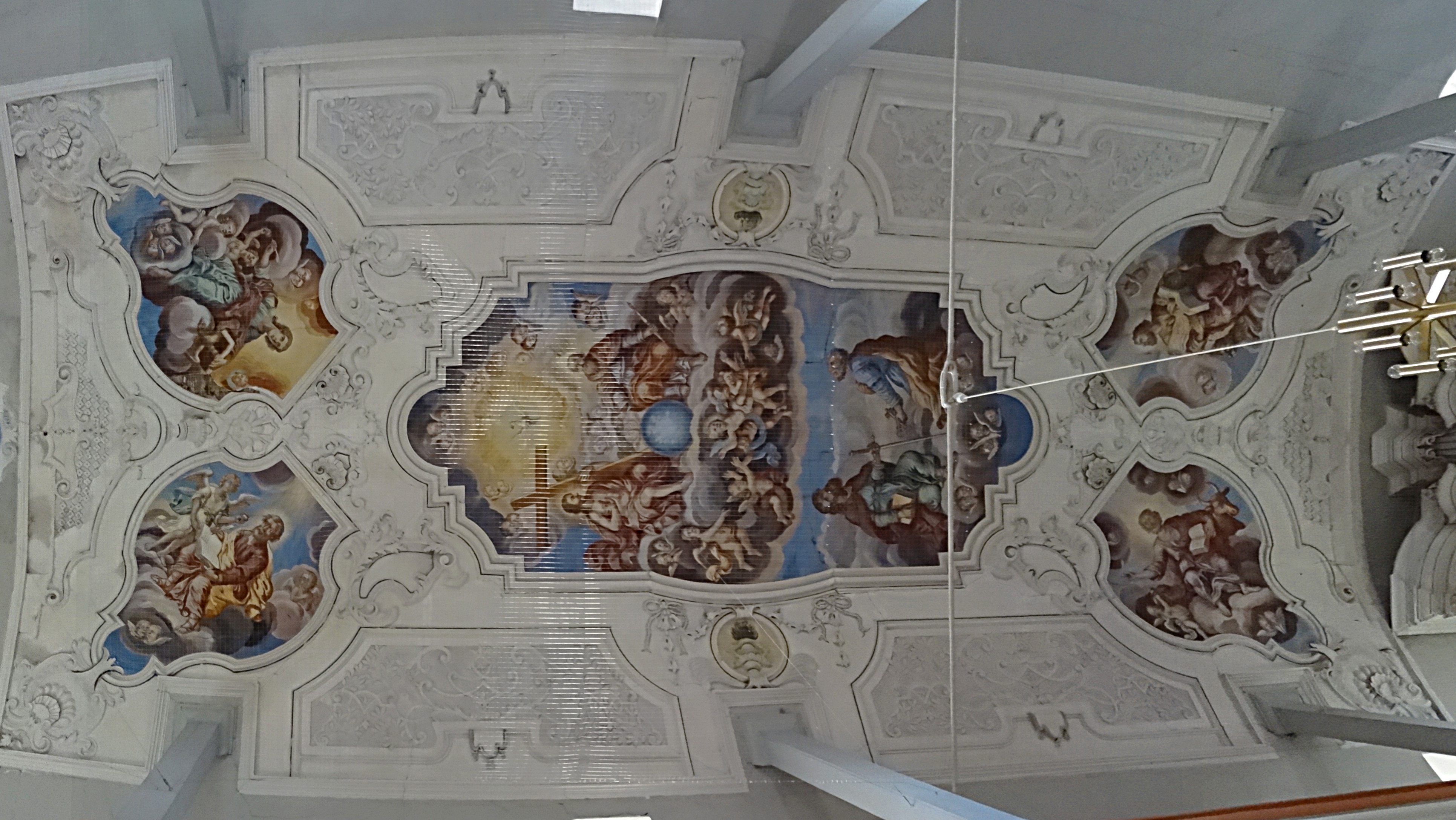
Deckenmalerei

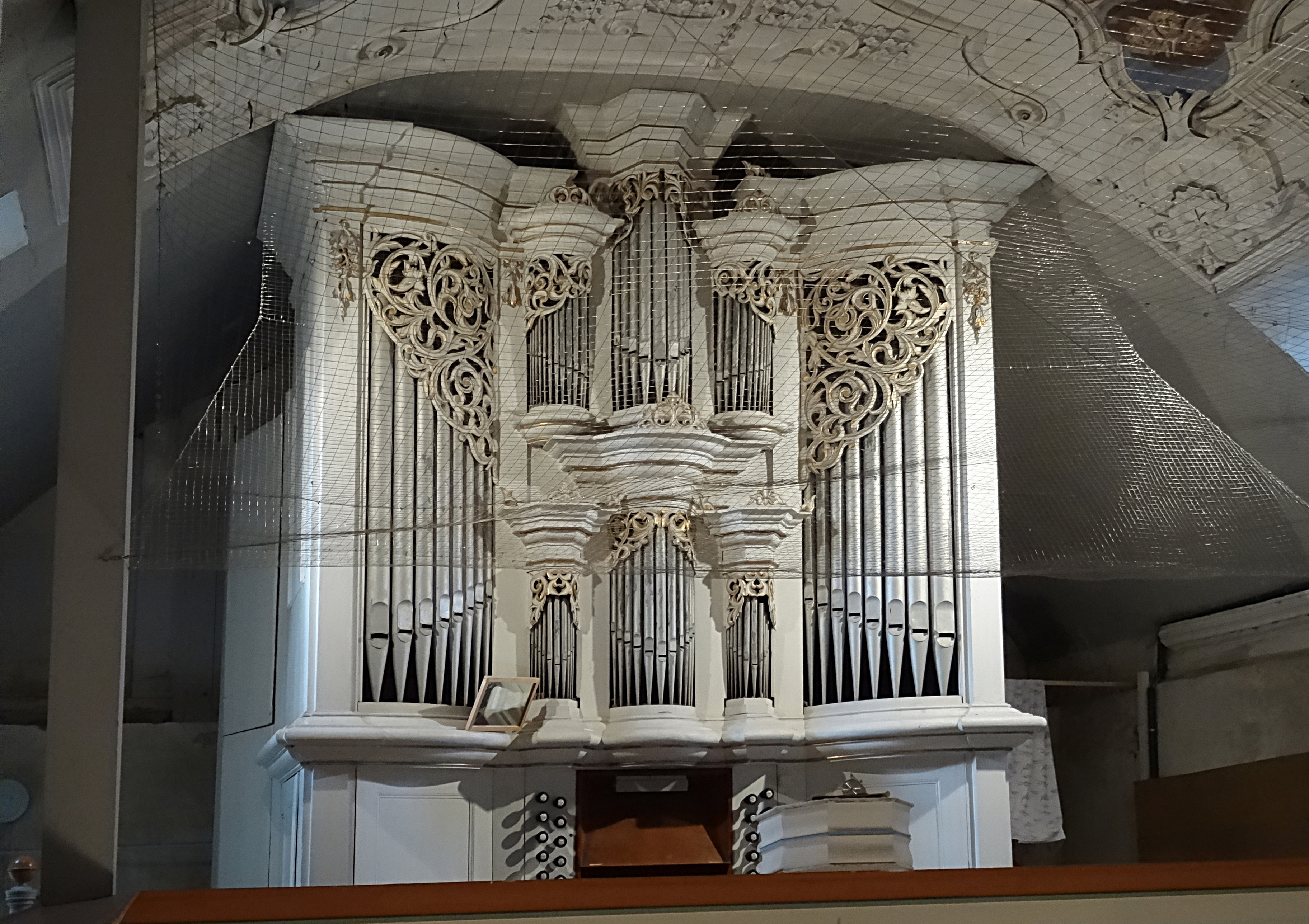
Orgel

Die evangelische Dorfkirche St. Peter und Paul ist ein evangelisches Kirchengebäude in Andisleben im Landkreis Sömmerda (Thüringen). Die Gemeinde gehört zum Evangelischen Kirchenkreis Erfurt in der Evangelischen Kirche in Mitteldeutschland.

## Geschichte und Architektur
Die Chorturmkirche besitzt eine Apsis, die in romanischer Zeit entstand. Der Turm wurde vermutlich 1531 über den Fundamenten des Chores errichtet und mit einem Kreuzgratgewölbe versehen. Im Jahr 1734 wurden weitere Veränderungen vorgenommen. Der Chorbogen im Innenraum ist rundbogig gehalten. Das Holztonnengewölbe ist mit Darstellungen der Trinität, der Apostel Petrus und Paulus und der vier Evangelisten bemalt.

## Ausstattung
Die Kanzel stammt aus der zweiten Hälfte des 17. Jahrhunderts. Der Taufstein ist eine Arbeit des 13. Jahrhunderts, er ist an der Kuppa mit einem Rundbogenfries verziert. Reste der ursprünglichen Farbfassung sind erhalten.

## Orgel
Die Orgel wurde 1743 mit 20 Registern auf zwei Manualen und Pedal von Johann Georg Schröter errichtet. 1947 wurde sie um drei Register erweitert, um 1850 durch Ernst Siegfried Hesse in der Disposition geändert und 1998 durch die Firma Rösel & Hercher Orgelbau restauriert.
Die Disposition lautet:
| I Hauptwerk C–c3 |     |
| Quintatön        | 16′ |
| Principal        | 8′  |
| Viola di Gamba   | 8′  |
| Bordun           | 8′  |
| Octave           | 4′  |
| Octave           | 2′  |
| Tertian II       |     |
| Mixtur IV        |     |
| Cymbel III       |     |
| Trompete         | 8′  |

| II Oberwerk C–c3 |    |
| Stillgedackt     | 8′ |
| Quintatön        | 8′ |
| Principal        | 4′ |
| Gemshorn         | 4′ |
| Nachthorn        | 4′ |
| Octave           | 2′ |
| Tertian II       |    |
| Mixtur III       |    |

| Pedal C–c1 |     |
| Subbaß     | 16′ |
| Octave     | 8′  |
| Hohlflöte  | 4′  |
| Cornetbaß  | 2′  |
| Posaune    | 16′ |

- Koppeln: Manualkoppel, Pedalkoppel Hauptwerk.